# Rutland (New York)
Pour les articles homonymes, voir Rutland (homonymie).
Rutland est une ville située dans le comté de Jefferson, dans l'État de New York, aux États-Unis,. En 2010, elle comptait une population de 3 060 habitants.

## Démographie
Lors du recensement de 2010, la ville comptait une population de 3 060 habitants. Elle est estimée, en 2016, à 3 014 habitants.